# Instruktor krajoznawstwa PTTK
Instruktor krajoznawstwa PTTK – członek społecznej kadry programowej Polskiego Towarzystwa Turystyczno-Krajoznawczego, inicjator działań krajoznawczych. Uprawnienie zostało ustanowione w 1970, w trakcie Ogólnopolskiej Narady Krajoznawczej (II Kongresu Krajoznawczego) w Gdańsku. Koordynację działań instruktorów prowadzi Komisja Krajoznawcza Zarządu Głównego PTTK.

## Stopnie
Uprawnienie instruktora występuje w dwóch stopniach: 
- Instruktor Krajoznawstwa Regionu (może je uzyskać osoba, która wykazała się dobrą znajomością walorów krajoznawczych własnego regionu, umiejętnością posługiwania się źródłami wiedzy krajoznawczej oraz działalnością publicystyczną, odczytową lub wystawienniczą na tematy krajoznawcze),
- Instruktor Krajoznawstwa Polski (może je uzyskać osoba, która posiada uprawnienia Instruktora Krajoznawstwa Regionu przez co najmniej 5 lat oraz wykazała się dobrą znajomością walorów krajoznawczych całej Polski).

Instruktorów krajoznawstwa mianuje Komisja Krajoznawcza Zarządu Głównego PTTK na wniosek Krajowego Kolegium Instruktorów Krajoznawstwa lub z własnej inicjatywy. Prawo do mianowania Instruktorów Krajoznawstwa Regionu Komisja Krajoznawcza może przekazać Regionalnemu Kolegium Instruktorów Krajoznawstwa PTTK. 
Za długoletnią działalność i wybitne osiągnięcia oraz znaczne zasługi dla rozwoju i organizacji krajoznawstwa w swoim regionie lub Polsce, Instruktor Krajoznawstwa Polski może otrzymać honorowy tytuł Zasłużony Instruktor Krajoznawstwa PTTK. 

## Zadania
Zadaniem instruktora krajoznawstwa jest:
- systematyczne poszerzanie wiedzy i umiejętności krajoznawczych oraz pomnażanie dorobku publikacyjnego i popularyzatorskiego,
- aktywne uczestnictwo w pracach odpowiednich komisji krajoznawczych, klubów instruktorów krajoznawstwa lub regionalnego kolegium instruktorów krajoznawstwa, współpraca z regionalnymi pracowniami krajoznawczymi PTTK,
- upowszechnianie i realizowanie postanowień kongresów krajoznawstwa polskiego,
- udział w imprezach krajoznawczych swojego regionu oraz ogólnopolskich,
- promowanie zdobywania odznak krajoznawczych[1].